# Tepache, Sonora
Tepache är en ort i Mexiko.   Den ligger i kommunen Tepache och delstaten Sonora, i den nordvästra delen av landet, 1 500 km nordväst om huvudstaden Mexico City. Tepache ligger 601 meter över havet och antalet invånare är 1 365.
Terrängen runt Tepache är platt åt nordväst, men åt sydost är den kuperad.  Trakten runt Tepache är nära nog obefolkad, med mindre än två invånare per kvadratkilometer. Det finns inga andra samhällen i närheten. Omgivningarna runt Tepache är i huvudsak ett öppet busklandskap.